# Plunket Shield 2007/08
Der Plunket Shield 2007/08, aus Gründen des Sponsorings auch State Championship 2007/2008 genannt, war die 79. Saison des nationalen First-Class-Cricket-Wettbewerbes in Neuseeland und wurde vom 12. November 2007 bis zum 11. April 2008 ausgetragen. Gewinner waren die Canterbury Wizards.

## Format
Die Mannschaften spielten in einer Division gegen jede andere jeweils zwei Spiele. Wenn eine Mannschaft gewinnt und auch nach dem ersten Innings führte, bekommt sie 8 Punkte. Sollte sie nach dem ersten innings zurückgelegen haben 6 Punkte. Wenn eine Mannschaft nach dem ersten Innings geführt hat und das Spiel in einem Draw endet oder das Spiel verloren wird, werden 2 Punkte gutgeschrieben. Wird das Spiel abgesagt werden 3 Punkte vergeben, wird das Spiel begonnen und es gibt keine Entscheidung nach dem 1. Innings bekommen beide Mannschaften 1 Punkt. Des Weiteren ist es möglich, dass Mannschaften Punkte abgezogen bekommen, wenn sie beispielsweise zu langsam spielen oder der Platz nicht ordnungsgemäß hergerichtet ist. Am Ende der Saison tragen der Erst- und Zweitplatzierte ein Finale aus, dessen Sieger der Gewinner des Plunket Shields ist.

## Resultate

### Gruppenphase
Tabelle
Die Tabelle der Saison nahm am Ende die nachfolgende Gestalt an.
| Teams              | Sp. | S | N | U | R | WLF | LWF | DWF | DTF | DLF | ND | A | Punkte | NRW    |
| ------------------ | --- | - | - | - | - | --- | --- | --- | --- | --- | -- | - | ------ | ------ |
| Wellington         | 8   | 3 | 1 | 0 | 0 | 1   | 0   | 1   | 0   | 1   | 1  | 0 | 33     | +8.814 |
| Canterbury         | 8   | 2 | 0 | 0 | 0 | 1   | 1   | 1   | 0   | 3   | 0  | 0 | 26     | +2.842 |
| Auckland           | 8   | 2 | 3 | 0 | 0 | 0   | 0   | 2   | 0   | 0   | 1  | 0 | 21     | +0.413 |
| Otago              | 8   | 2 | 0 | 0 | 0 | 0   | 0   | 1   | 0   | 5   | 0  | 0 | 18     | +2.241 |
| Northern Districts | 8   | 1 | 2 | 0 | 0 | 0   | 1   | 3   | 0   | 1   | 0  | 0 | 16     | −4.673 |
| Central Districts  | 8   | 0 | 4 | 0 | 0 | 0   | 0   | 3   | 0   | 1   | 0  | 0 | 6      | −9.881 |

### Finale
| 7. – 11. April Scorecard | Wellington | Canterbury 215 (69.5) & 221-8d (78) | – | Wellington 188 (73.3) & 199 (64.1) |
|                          |            | Canterbury gewinnt mit 49 Runs      |   |                                    |